# Мараліха (Чаришський район)
Маралі́ха (рос. Маралиха) — село у складі Чаришського району Алтайського краю, Росія.

## Населення
Населення — 916 осіб (2010; 1131 у 2002).
Національний склад (станом на 2002 рік):
- росіяни — 95 %